# Bufo americanus
Anaxyrus americanus (tên tiếng Anh: American toad, "cóc Mỹ"), danh pháp đồng nghĩa Bufo americanus) là một loài cóc thường gặp sinh sống ở khắp miền đông Hoa Kỳ và Canada. Có ba phân loài A. a. americanus, A. a. charlesmithi, và A. a. copei. Theo nghiên cứu phân loại, loài này thuộc về chi Anaxyrus, chứ không phải Bufo.